# WrestleMania IV
WrestleMania IV est la quatrième édition de WrestleMania, évènement annuel de catch (lutte professionnelle) organisé et produit par la World Wrestling Entertainment (WWE) et vidéo-diffusé selon le principe du pay-per-view (paiement à la séance). Cet évènement s'est déroulé le 27 mars 1988 dans la Salle de conventions Historiques d'Atlantic City dans le New-Jersey.
Gladys Knight a chanté America the Beautiful avant le show. Les autres célébrités présentes pendant l'évènement étaient Bob Uecker, Vanna White, Robin Leach, Donald Trump, Ivana Trump, et Ray Leonard.
Pendant la soirée, un tournoi était organisé pour déterminer le nouveau Champion WWF, le titre étant laissé vacant après un match controversé entre Hulk Hogan et André the Giant.
Ce WrestleMania comprenait 16 matches, traçant ainsi un record de matches dans un WrestleMania encore invaincu à ce jour.
WrestleMania IV et V sont les deux seuls opus de WrestleMania à avoir été organisés au même lieu pour deux années consécutives.
En France, cet évènement fit l'objet d'une diffusion sur Canal+, respectant ainsi le principe de l'accès en paiement à la séance puisque seuls les abonnés pouvaient le voir en direct.

## Résultats
| #                                                          | Résultats | Stipulations                                           | Commentaires | Durée |
| ---------------------------------------------------------- | --- | ------------------------------------------------------ | --- | ----- |
| 1                                                          | Bad News Brown bat Boris Zhukov, Bret The Hitman Hart, Brian Blair, Danny Davis, George The Animal Steele, Harley Race, Hillbilly Jim, Jacques Rougeau, Jim Brunzell, Jim The Anvil Neidhart, Jim Powers, Junkyard Dog, Ken Patera, Nikolai Volkoff, Paul Roma, Raymond Rougeau, Ron Bass, Sam Houston et Sika. | Bataille royale à 20 catcheurs                         | - Brown et Hart ont coopéré pour éliminer le Junkyard Dog. Brown éliminait ensuite Hart pour remporter la bataille royale après avoir attaqué Hart par derrière avec un ghetto blaster. - Hart plus tard attaquait Brown et cassait le trophée qui était remis au vainqueur. | 09:44 |
| 2                                                          | The Ultimate Warrior bat Hercules Hernandez | Match simple                                           | - Warrior a effectué le tombé sur Hernandez en contrant un Full Nelson en roll-up. | 04:29 |
| 3                                                          | Brutus The Barber Beefcake bat The Honky Tonk Man (c) (avec Jimmy Hart) par disqualification. | Match simple pour le WWF Intercontinental Championship | - Honky Tonk Man était disqualifié après que Hart frappait l'arbitre avec son mégaphone, il conservait donc le titre. - La blessure de l'arbitre étant légitime à la suite de cette attaque, celui-ci devait être accompagné en dehors du ring et remplacé.                  | 06:30 |
| 4                                                          | The Islanders (Haku et Tama) et Bobby The Brain Heenan battent The British Bulldogs (Davey Boy Smith et The Dynamite Kid) et Koko B.Ware | Match en équipe de 3                                   | - Heenan a effectué le tombé sur B.Ware. | 07:30 |
| 5                                                          | Demolition (Ax et Smash) (avec Mr. Fuji) battent Strike Force (c) (Rick Martel and Tito Santana) | Match par équipe pour le WWF Tag Team Championship     | - Ax a effectué le tombé sur Martel après un coup de canne de Mr. Fuji. | 12:33 |
| (c) désigne le champion défendant son titre dans le match. | |                                                        | |       |

| Huitièmes de finale du tournoi                                       | Huitièmes de finale du tournoi | Huitièmes de finale du tournoi                                       | Huitièmes de finale du tournoi                                       | Huitièmes de finale du tournoi                                       |
| #                                                                    | Résultats | Stipulations                                                         | Commentaires                                                         | Durée                                                                |
| Il n'y a pas de matchs pour qualifier Hulk Hogan et André The Giant. | Il n'y a pas de matchs pour qualifier Hulk Hogan et André The Giant.                                                                  | Il n'y a pas de matchs pour qualifier Hulk Hogan et André The Giant. | Il n'y a pas de matchs pour qualifier Hulk Hogan et André The Giant. | Il n'y a pas de matchs pour qualifier Hulk Hogan et André The Giant. |
| -------------------------------------------------------------------- | --- | -------------------------------------------------------------------- | -------------------------------------------------------------------- | -------------------------------------------------------------------- |
| 1                                                                    | The Million Dollar Man" Ted DiBiase (avec Virgil et André the Giant) bat Hacksaw Jim Duggan                                           | Match simple                                                         | DiBiase a effectué le tombé sur Duggan après un Fist Drop.           | 04:54                                                                |
| 2                                                                    | Magnificent Don Muraco (avec Billy Graham) bat Dino Bravo (avec Frenchy Martin) par disqualification                                  | Match simple                                                         | Bravo a été disqualifié.                                             | 04:53                                                                |
| 3                                                                    | Macho Man Randy Savage (avec Miss Elizabeth) bat Butch Reed (avec Slick)                                                              | Match simple                                                         | Savage a effectué le tombé sur Reed après un Flying Elbow Drop.      | 05:07                                                                |
| 4                                                                    | Greg "The Hammer" Valentine bat Ricky "The Dragon" Steamboat                                                                          | Match simple                                                         | Valentine a effectué le tombé sur Steamboat avec un Flying Crossbody | 09:12                                                                |
| 5                                                                    | One Man Gang (avec Slick) bat Bam Bam Bigelow (avec Oliver Humperdink) par décompte à l'exterieur                                     | Match simple                                                         | Bigelow a été décompté à l'extérieur.                                | 02:56                                                                |
| 6                                                                    | Ravishing Rick Rude (avec Bobby The Brain Heenan) a combattu Jake The Snake Roberts pour un match nul résultant de la limite de temps | Match simple                                                         | Les deux hommes étaient éliminés du tournoi.                         | 15:00                                                                |

| Quart de finale du tournoi | Quart de finale du tournoi | Quart de finale du tournoi | Quart de finale du tournoi | Quart de finale du tournoi |
| #                          | Résultats | Stipulations | Commentaires | Durée |
| -------------------------- | --- | --- | --- | --- |
| 1                          | Hulk Hogan a combattu André the Giant (avec Ted DiBiase et Virgil) pour une double disqualification                                                          | Match simple | Hogan et Andre étaient disqualifiés pour usage de chaises.                                                                                                   | 05:22 |
| 2                          | Ted DiBiase bat Don Muraco (avec Billy Graham) | Match simple | DiBiase a effectué le tombé sur Muraco après un Hot Shot. | 05:44 |
| 3                          | Randy Savage bat Greg Valentine | Match simple | Savage a effectué le tombé sur Valentine avec un roll-up après avoir contré son Figure Four leglock.                                                         | 06:06 |
| 4                          | En raison de la disqualification de Rude et Roberts en huitièmes de finale, One Man Gang était exempté de quart de finale et qualifié pour les demi-finales. | En raison de la disqualification de Rude et Roberts en huitièmes de finale, One Man Gang était exempté de quart de finale et qualifié pour les demi-finales. | En raison de la disqualification de Rude et Roberts en huitièmes de finale, One Man Gang était exempté de quart de finale et qualifié pour les demi-finales. | En raison de la disqualification de Rude et Roberts en huitièmes de finale, One Man Gang était exempté de quart de finale et qualifié pour les demi-finales. |

| Demi-finale du tournoi | Demi-finale du tournoi | Demi-finale du tournoi | Demi-finale du tournoi | Demi-finale du tournoi |
| #                      | Résultats | Stipulations | Commentaires | Durée |
| ---------------------- | --- | --- | --- | --- |
| 1                      | En raison de la disqualification de Hogan et d'André en quarts de finale, Ted DiBiase était exempté de demi-finale et qualifié pour la finale. | En raison de la disqualification de Hogan et d'André en quarts de finale, Ted DiBiase était exempté de demi-finale et qualifié pour la finale. | En raison de la disqualification de Hogan et d'André en quarts de finale, Ted DiBiase était exempté de demi-finale et qualifié pour la finale. | En raison de la disqualification de Hogan et d'André en quarts de finale, Ted DiBiase était exempté de demi-finale et qualifié pour la finale. |
| 2                      | Macho Man Randy Savage (avec Miss Elizabeth) bat One Man Gang (avec Slick)                                                                     | Match simple | One Man Gang était disqualifié après avoir frappé Savage avec la canne de Slick.                                                               | 04:05 |

| Finale du tournoi | Finale du tournoi                                                                       | Finale du tournoi                                             | Finale du tournoi | Finale du tournoi |
| #                 | Résultats                                                                               | Stipulations                                                  | Commentaires | Durée             |
| ----------------- | --------------------------------------------------------------------------------------- | ------------------------------------------------------------- | --- | ----------------- |
| F                 | Randy Savage (avec Miss Elizabeth et Hulk Hogan) bat Ted DiBiase (avec André the Giant) | Match simple pour remporter le WWF Championship alors vacant. | Savage a effectué le tombé sur DiBiase à la suite d'un Flying Elbow Drop après un coup de chaise d'Hulk Hogan sur DiBiase (en contre-partie des interventions multiples d'André dans le match). | 09:27             |

## Tableau du Tournoi
|  | Huitièmes de finale | Huitièmes de finale |                |       | Quarts de finale | Quarts de finale |  |  | Demi-finales | Demi-finales |  |  | Finale | Finale |
|  | Huitièmes de finale | Huitièmes de finale |                |       | Quarts de finale | Quarts de finale |  |  | Demi-finales | Demi-finales |  |  | Finale | Finale |
|  |                     |                     |                |       |                  |                  |  |  |              |              |  |  |        |        |
|  |                     |                     |                |       |                  |                  |  |  |              |              |  |  |        |        |
|  |                     |                     |                |       |                  |                  |  |  |              |              |  |  |        |        |
|  |                     |                     |                |       |                  |                  |  |  |              |              |  |  |        |        |
|  |                     |                     |                |       |                  |                  |  |  |              |              |  |  |        |        |
|  |                     |                     |                |       |                  |                  |  |  |              |              |  |  |        |        |
|  | Hulk Hogan          | DDQ                 |                |       |                  |                  |  |  |              |              |  |  |        |        |
|  | Hulk Hogan          | DDQ                 |                |       |                  |                  |  |  |              |              |  |  |        |        |
|  |                     | André the Giant     | 5:23           |       |                  |                  |  |  |              |              |  |  |        |        |
|  |                     | André the Giant     | 5:23           |       |                  |                  |  |  |              |              |  |  |        |        |
|  |                     |                     |                |       |                  |                  |  |  |              |              |  |  |        |        |
|  |                     |                     |                |       |                  |                  |  |  |              |              |  |  |        |        |
|  |                     |                     |                |       |                  |                  |  |  |              |              |  |  |        |        |
|  |                     |                     |                |       |                  |                  |  |  |              |              |  |  |        |        |
|  |                     | Ted DiBiase         | Bye            |       |                  |                  |  |  |              |              |  |  |        |        |
|  | Jim Duggan          | Ted DiBiase         | Bye            | Tombé |                  |                  |  |  |              |              |  |  |        |        |
|  | Jim Duggan          |                     |                | Tombé |                  |                  |  |  |              |              |  |  |        |        |
|  | Ted DiBiase         | 5:02                |                |       |                  |                  |  |  |              |              |  |  |        |        |
|  | Ted DiBiase         | 5:02                | Ted DiBiase    | Tombé |                  |                  |  |  |              |              |  |  |        |        |
|  |                     |                     | Ted DiBiase    | Tombé |                  |                  |  |  |              |              |  |  |        |        |
|  |                     | Don Muraco          | 5:35           |       |                  |                  |  |  |              |              |  |  |        |        |
|  | Don Muraco          | Don Muraco          | 5:35           | DQ    |                  |                  |  |  |              |              |  |  |        |        |
|  | Don Muraco          |                     |                | DQ    |                  |                  |  |  |              |              |  |  |        |        |
|  | Dino Bravo          | 4:54                |                |       |                  |                  |  |  |              |              |  |  |        |        |
|  | Dino Bravo          | 4:54                | Ted DiBiase    | Tombé |                  |                  |  |  |              |              |  |  |        |        |
|  |                     |                     | Ted DiBiase    | Tombé |                  |                  |  |  |              |              |  |  |        |        |
|  |                     | Randy Savage        | 9:27           |       |                  |                  |  |  |              |              |  |  |        |        |
|  | Ricky Steamboat     | Randy Savage        | 9:27           | Tombé |                  |                  |  |  |              |              |  |  |        |        |
|  | Ricky Steamboat     |                     |                | Tombé |                  |                  |  |  |              |              |  |  |        |        |
|  | Greg Valentine      | 9:11                |                |       |                  |                  |  |  |              |              |  |  |        |        |
|  | Greg Valentine      | 9:11                | Greg Valentine | Tombé |                  |                  |  |  |              |              |  |  |        |        |
|  |                     |                     | Greg Valentine | Tombé |                  |                  |  |  |              |              |  |  |        |        |
|  |                     | Randy Savage        | 6:07           |       |                  |                  |  |  |              |              |  |  |        |        |
|  | Randy Savage        | Randy Savage        | 6:07           | Tombé |                  |                  |  |  |              |              |  |  |        |        |
|  | Randy Savage        |                     |                | Tombé |                  |                  |  |  |              |              |  |  |        |        |
|  | Butch Reed          | 4:09                |                |       |                  |                  |  |  |              |              |  |  |        |        |
|  | Butch Reed          | 4:09                | Randy Savage   | DQ    |                  |                  |  |  |              |              |  |  |        |        |
|  |                     |                     | Randy Savage   | DQ    |                  |                  |  |  |              |              |  |  |        |        |
|  |                     | One Man Gang        | 4:35           |       |                  |                  |  |  |              |              |  |  |        |        |
|  | Bam Bam Bigelow     | One Man Gang        | 4:35           | DE    |                  |                  |  |  |              |              |  |  |        |        |
|  | Bam Bam Bigelow     |                     |                | DE    |                  |                  |  |  |              |              |  |  |        |        |
|  | One Man Gang        | 2:55                |                |       |                  |                  |  |  |              |              |  |  |        |        |
|  | One Man Gang        | 2:55                | One Man Gang   | Bye   |                  |                  |  |  |              |              |  |  |        |        |
|  |                     |                     | One Man Gang   | Bye   |                  |                  |  |  |              |              |  |  |        |        |
|  |                     |                     |                |       |                  |                  |  |  |              |              |  |  |        |        |
|  | Jake Roberts        | Nul                 |                |       |                  |                  |  |  |              |              |  |  |        |        |
|  | Jake Roberts        | Nul                 |                |       |                  |                  |  |  |              |              |  |  |        |        |
|  | Rick Rude           | 15:00               |                |       |                  |                  |  |  |              |              |  |  |        |        |
|  | Rick Rude           | 15:00               |                |       |                  |                  |  |  |              |              |  |  |        |        |

Des byes étaient accordés si le côté opposé de la console avait un match se terminant par un match nul ou une double disqualification.